# Pachythelia cinerella
Pachythelia cinerella är en fjärilsart som beskrevs av Philogène Auguste Joseph Duponchel 1842. Pachythelia cinerella ingår i släktet Pachythelia och familjen säckspinnare. Inga underarter finns listade i Catalogue of Life.